# Industrias Aeronáuticas y Mecánicas del Estado
Industrias Aeronáuticas y Mecánicas del Estado (IAME) fue un ente estatal y conglomerado de fábricas autárquico de la República Argentina creado entre 1951 y 1952, durante la presidencia de Juan Domingo Perón, para promover la fabricación de aeronaves y automóviles. Su creación se origina en la imperiosa necesidad de fabricar automóviles en el país, para lo cual se decidió aprovechar el alto desarrollo tecnológico que había logrado el Instituto Aerotécnico de Córdoba.
En la época de mayor apogeo, que se extiende hasta 1955, el IAME fabricaba aviones, automóviles, tractores, motocicletas, lanchas y armamento. En 1956 el complejo pasó a denominarse Dirección Nacional de Fabricación e Investigación Aeronáutica, DINFIA.
Tiempo después, en 1967, se establece que DINFIA se dedicaría exclusivamente a las actividades del sector aeronáutico y aeroespacial, desvinculándose de la industria automotriz, actividad que sería absorbida por la empresa IME (Industrias Mecánicas del Estado).

## Historia

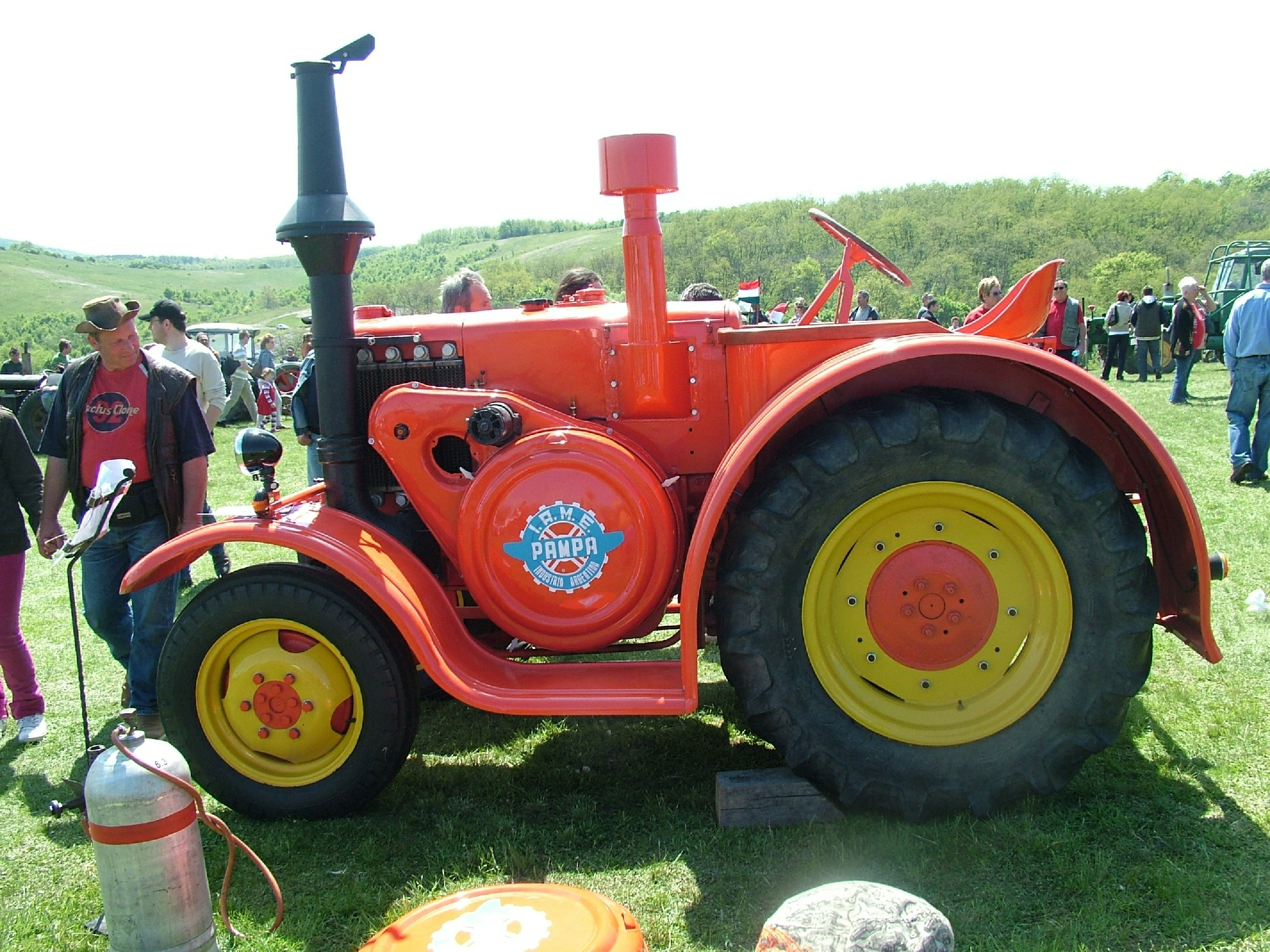
Tractor Pampa, producido por IAME desde 1952, estaba basado en el Lanz Bulldog D9506 de origen alemán.

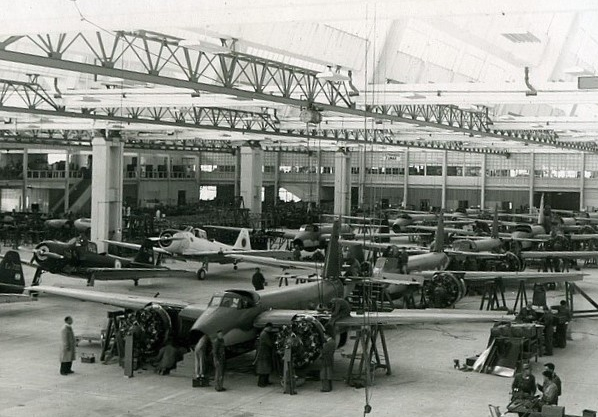
Vista de la Fábrica Militar de Aviones de Córdoba, alrededor del año 1950. Su alto desarrollo tecnológico sirvió de base para la creación del IAME.

Una vez finalizado el Primer Plan Quinquenal la administración del presidente Juan Domingo Perón aún no había logrado instaurar una base sólida para el crecimiento de la industria pesada. En 1950 Perón se reunió con representantes de importantes automotrices extranjeras para impulsar la producción de automóviles en la Argentina. Su propuesta fue rechazada por los empresarios. En el mejor de los casos sólo se comprometían a introducir algunas autopartes de factura nacional o a realizar el ensamblado completo en el país de autopartes extranjeras.  Se decidió aprovechar el alto desarrollo tecnológico que había logrado el Instituto Aerotécnico de Córdoba.
Ante tal situación, el ministro de Aeronáutica, brigadier Juan Ignacio San Martín, también asistente a la reunión, propuso al presidente fabricar automóviles en el país por cuenta del Estado utilizando los altos conocimientos industriales logrados por el Instituto Aerotécnico. El tractor resultó ser un gran éxito en el mercado internacional, eclipsando a otros de prestaciones similares. En total se vendieron unos 5000 los que fueron exportados hacia 21 países diferentes.
Sobre la base de todos los bienes hasta entonces afectados al Instituto Aerotécnico de Córdoba se establecieron diez fábricas: 
- Fábrica Militar de Aviones
- Fábrica de Motores de Aviación
- Fábrica de Motores de Reacción
- Fábrica de Instrumentos y Equipos
- Fábrica de Paracaídas
- Fábrica de Hélices y Accesorios
- Fábrica de Máquinas y Herramientas
- Fábrica de Automóviles
- Fábrica de Tractores
- Fábrica de Motocicletas

El conglomerado IAME adoptó la forma jurídica de empresa autárquica, con un directorio, una administración general y administraciones de fábricas. El primer directorio fue presidido por Juan Ignacio San Martín. Los fondos de financiación provenían de un préstamo otorgado por el Banco Industrial de la República Argentina de $53.000.000, con garantía del Estado según la doctrina del peronismo.
IAME desarrolló motos, tractores y armamento. También se destacó por realizar importantes avances en lanchas deportivas y de competición, veleros y motores fuera de borda. El material utilizado para la fabricación motonáutica fue similar al de los autos deportivos.
Para mediados de la década de 1950, la ciudad de Córdoba ya era uno de los grandes centros industriales del país y de Latinoamérica con grandes fábricas de motores, automotores, aviones y locomotoras entre otros «Fiat Concord», productor de tractores y material ferroviario, «Industrias Kaiser Argentina», del rubro automotriz, y el conglomerado estatal IAME que producía aviones, automóviles, motos, tractores, lanchas, etc. Este desarrollo impactó fuertemente en la composición demográfica de la ciudad.

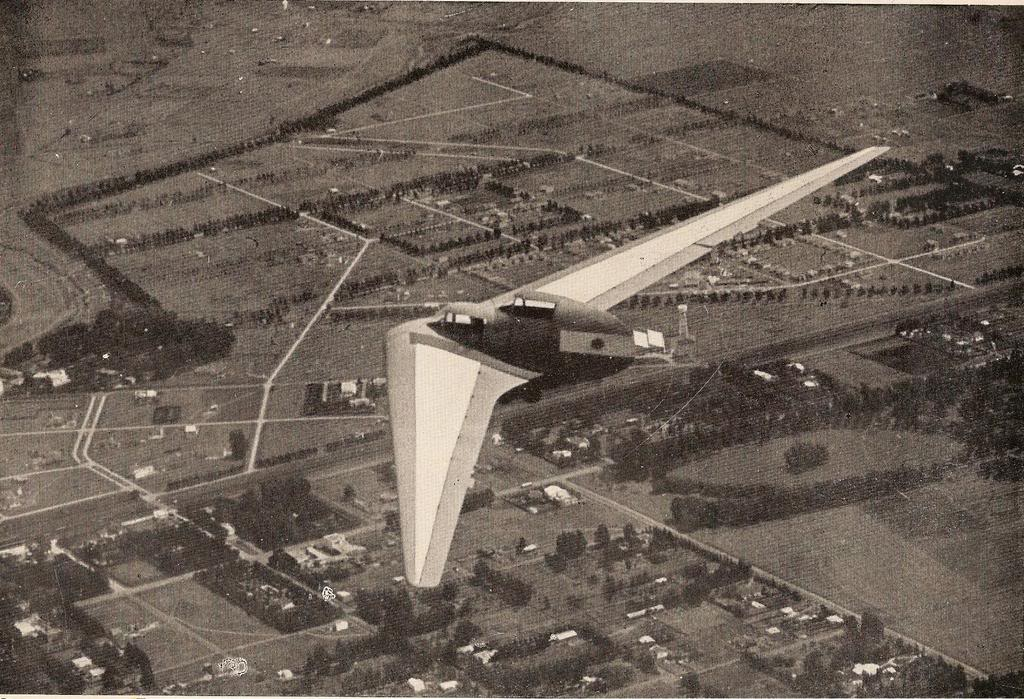
El Horten I.Ae. 34 Clen Antú, planeador tipo ala volante de conformación biplaza.

El IAME contaba con 12.000 operarios y administradores en aquella época. Se produjeron numerosos proyectos, siguiendo una política de bajo costo para permitir masificar la producción y lograr bajos costos de fabricación. Asimismo, se adquirieron licencias para producir en el país modelos automotrices europeos de bajo costo y fácil mantenimiento —principalmente alemanes— a fin de lograr experiencia en la producción y la adaptación de uso. Cuando no se consiguieron licencias, se iniciaron proyectos altamente influidos por los modelos originales.
A partir de 1967 pasó a depender del Ministerio de Defensa, como Industrias Mecánicas del Estado (IME). La producción de IME se mantuvo en constante crecimiento alcanzando su punto culminante en 1975. El principal producto vendido por la empresa desde los años ´50 fue el popular Rastrojero diesel que siguió fabricándose tras el derrocamiento de Perón. El IME funcionó hasta 1980, cuando en plena dictadura militar, el ministro de Economía José Martínez de Hoz decreta su cierre.

## Automotores fabricados

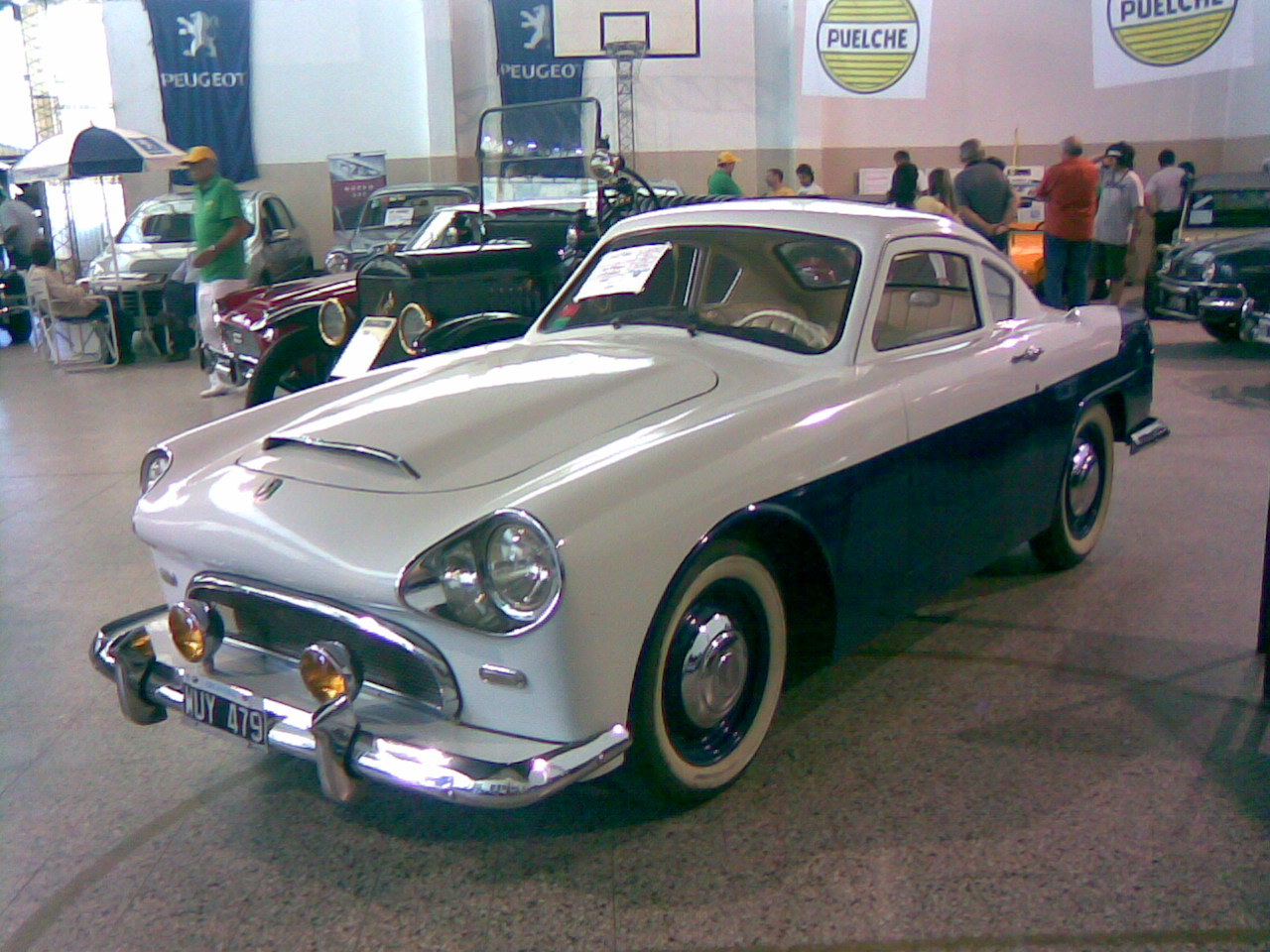
Automóvil Justicialista, fabricado entre 1953 y 1955.

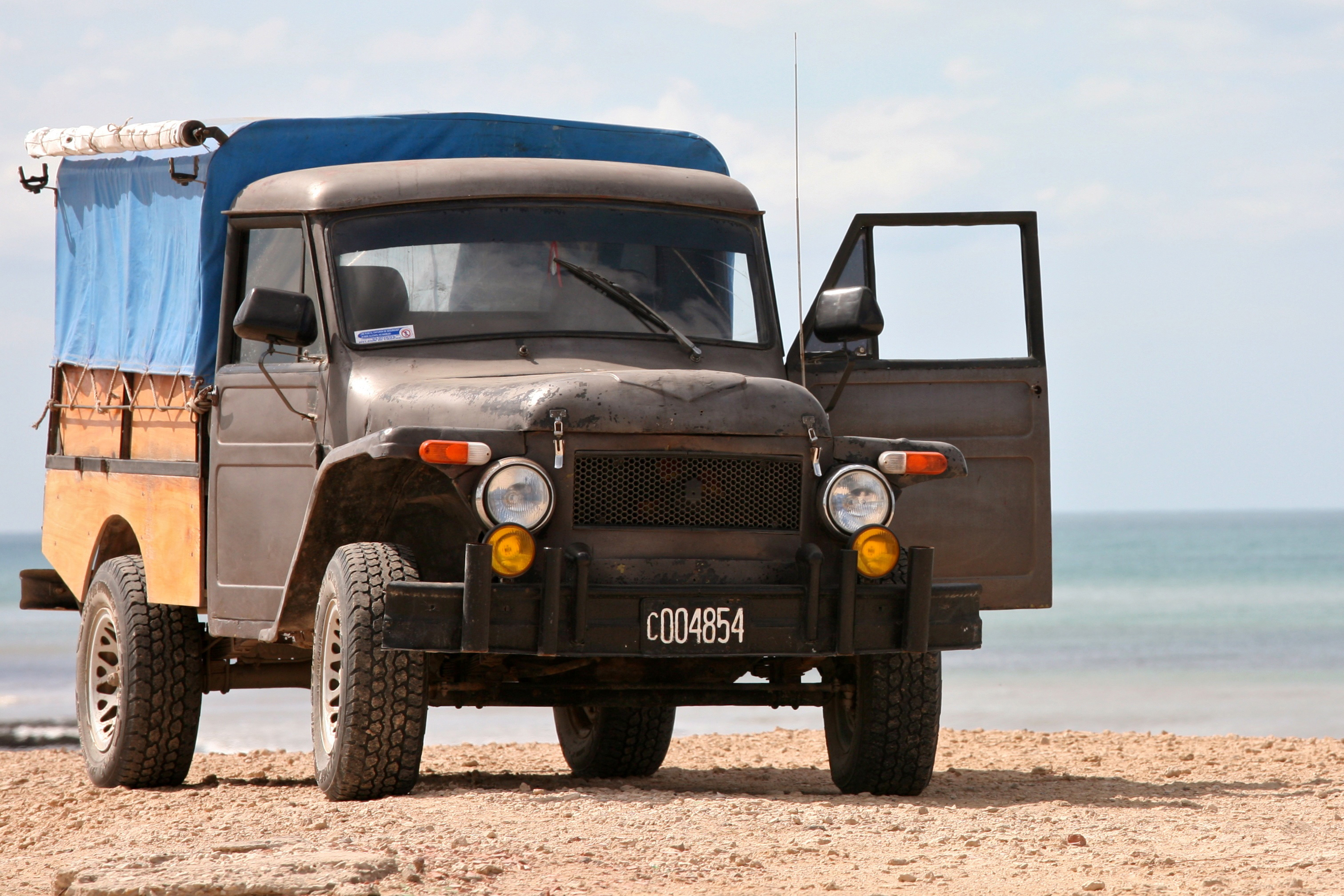
"Rastrojero" Pick Up, se fabricó hasta 1969. Fue el desarrollo más popular de la empresa.

La lista de los automotores fabricados en la Fábrica de Automóviles fue la siguiente: 
- Justicialista
- Sedan Institec
- Rural Institec
- Camioncito Institec
- Rural Gauchita
- Rastrojero Willys
- Gran Sport sin capota
- Furgoncito Institec
- Sedan Graciela
- Automóvil Sport 1954 con capota desmontable
- Sport V8
- Automóvil Sedan GW
- Sport 1955 capota fija
- Sport 1955
- Gran Sport V8
- Cupe Gran Sport
- Rural R63
- Pick Up Cabure
- Rastrojero Conosur
- Taxi T63
- Chata acoplado
- Ómnibus Savien.

Los productos lanzados por la Fábrica de Tractores y Motocicletas fueron los siguientes:
- Tractor Pampa
- Tractor Fiat
- Moto Puma

También se realizaron producciones motonáuticas y náuticas, como lanchas de carrera, de turismo, de pesca, un bote portátil, el velero escuela Tero (velero), una canoa canadiense y el motor fuera de borda Surubí.